# Артур, Даррелл
Даррелл Антуан Артур (англ. Darrell Antwonne Arthur, род. 25 марта 1988 года) — американский профессиональный баскетболист, в последнее время выступавший за клуб Национальной баскетбольной ассоциации «Денвер Наггетс». Играет на позиции тяжёлого форварда. До вступления в НБА он два сезона отыграл за студенческую команду Канзасского университета, вместе с которой в сезоне 2007/08 завоевал чемпионский титул NCAA. Был выбран на драфте НБА 2008 года клубом «Нью-Орлеан Хорнетс», однако сразу же был обменян и 8 июля 2008 года подписал контракт с «Гриззлис».

## Профессиональная карьера
Артур был выбран на драфте НБА клубом «Нью-Орлеан Хорнетс» в первом раунде под общим 27 номером, однако сразу же был продан в «Портленд Трэйл Блэйзерс», которые его в свою очередь обменяли в «Хьюстон Рокетс» на 25-й выбор драфта Николя Батума. Вскоре «Рокетс» обменяли его в «Мемфис Гриззлис» на 28-й выбор драфта Донте Грина.
3 сентября 2008 года Артур и его бывший партнёр по университетской команде Марио Чалмерс были исключены из тренировочного лагеря новичков НБА из-за употребления марихуаны. По сообщению полиции, которая попала к ним в номер в часа ночи из-за сработавшей пожарной сигнализации, в номере сильно пахло марихуаной, однако никаких её следов обнаружено не было и поэтому никаких обвинений против них не было выдвинуто. Позже Артур полностью отрицал, что имел какое-то дело с марихуаной. НБА оштрафовало его на 20 000 долларов за то, что он не участвовал в тренировочном лагере. 29 июня 2012 года «Гриззлис» продлили свои права на Артура, сделав его ограниченно свободным агентом.
27 июня 2013 года Артур вместе с Жоффре Ловернем был обменян в «Денвер Наггетс» на Косту Куфоса. 23 июня 2014 года он использовал своё право продлить контракт на сезон 2014/15 годов. 7 августа 2015 года Артур переподписал контракт с «Наггетс». 9 июля 2016 года Артур заключил с «Денвером» новый контракт, рассчитанный на три года, за которые его зарплата составит 23 млн долларов.

## Статистика

### Статистика в НБА
| Сезон                                                                                    | Команда | Регулярный сезон | Регулярный сезон | Регулярный сезон | Регулярный сезон | Регулярный сезон | Регулярный сезон | Регулярный сезон | Регулярный сезон | Регулярный сезон | Регулярный сезон | Регулярный сезон | Серия плей-офф | Серия плей-офф | Серия плей-офф | Серия плей-офф | Серия плей-офф | Серия плей-офф | Серия плей-офф | Серия плей-офф | Серия плей-офф | Серия плей-офф | Серия плей-офф |
| Сезон                                                                                    | Команда | GP               | GS               | MPG              | FG%              | 3P%              | FT%              | RPG              | APG              | SPG              | BPG              | PPG              | GP             | GS             | MPG            | FG%            | 3P%            | FT%            | RPG            | APG            | SPG            | BPG            | PPG            |
| ---------------------------------------------------------------------------------------- | ------- | ---------------- | ---------------- | ---------------- | ---------------- | ---------------- | ---------------- | ---------------- | ---------------- | ---------------- | ---------------- | ---------------- | -------------- | -------------- | -------------- | -------------- | -------------- | -------------- | -------------- | -------------- | -------------- | -------------- | -------------- |
| 2008/09                                                                                  | Мемфис  | 76               | 64               | 19,3             | 43,8             | 0,0              | 66,7             | 4,6              | 0,6              | 0,7              | 0,7              | 5,6              | Не участвовал  | Не участвовал  | Не участвовал  | Не участвовал  | Не участвовал  | Не участвовал  | Не участвовал  | Не участвовал  | Не участвовал  | Не участвовал  | Не участвовал  |
| 2009/10                                                                                  | Мемфис  | 32               | 1                | 14,3             | 43,2             | 0,0              | 56,7             | 3,4              | 0,5              | 0,4              | 0,4              | 4,5              | Не участвовал  | Не участвовал  | Не участвовал  | Не участвовал  | Не участвовал  | Не участвовал  | Не участвовал  | Не участвовал  | Не участвовал  | Не участвовал  | Не участвовал  |
| 2010/11                                                                                  | Мемфис  | 80               | 9                | 20,1             | 49,7             | 0,0              | 81,3             | 4,3              | 0,7              | 0,7              | 0,8              | 9,1              | 13             | 0              | 15,5           | 45,9           | 100,0          | 76,5           | 2,2            | 0,5            | 0,5            | 0,9            | 7,1            |
| 2012/13                                                                                  | Мемфис  | 59               | 3                | 16,4             | 45,1             | 27,8             | 71,7             | 2,9              | 0,6              | 0,4              | 0,6              | 6,1              | 15             | 0              | 11,7           | 47,2           | 0,0            | 88,9           | 2,5            | 0,4            | 0,1            | 0,3            | 3,9            |
| 2013/14                                                                                  | Денвер  | 68               | 1                | 17,1             | 39,5             | 37,5             | 85,5             | 3,1              | 0,9              | 0,6              | 0,7              | 5,9              | Не участвовал  | Не участвовал  | Не участвовал  | Не участвовал  | Не участвовал  | Не участвовал  | Не участвовал  | Не участвовал  | Не участвовал  | Не участвовал  | Не участвовал  |
| 2014/15                                                                                  | Денвер  | 58               | 4                | 17,0             | 40,4             | 23,6             | 78,0             | 2,9              | 1,0              | 0,8              | 0,4              | 6,6              | Не участвовал  | Не участвовал  | Не участвовал  | Не участвовал  | Не участвовал  | Не участвовал  | Не участвовал  | Не участвовал  | Не участвовал  | Не участвовал  | Не участвовал  |
| 2015/16                                                                                  | Денвер  | 70               | 16               | 21,7             | 45,2             | 38,5             | 75,5             | 4,2              | 1,4              | 0,8              | 0,7              | 7,5              | Не участвовал  | Не участвовал  | Не участвовал  | Не участвовал  | Не участвовал  | Не участвовал  | Не участвовал  | Не участвовал  | Не участвовал  | Не участвовал  | Не участвовал  |
| 2016/17                                                                                  | Денвер  | 41               | 7                | 15,6             | 44,2             | 45,3             | 86,4             | 2,7              | 1,0              | 0,5              | 0,5              | 6,4              | Не участвовал  | Не участвовал  | Не участвовал  | Не участвовал  | Не участвовал  | Не участвовал  | Не участвовал  | Не участвовал  | Не участвовал  | Не участвовал  | Не участвовал  |
| 2017/18                                                                                  | Денвер  | 19               | 1                | 7,4              | 46,8             | 34,8             | 66,7             | 0,8              | 0,5              | 0,4              | 0,2              | 2,8              | Не участвовал  | Не участвовал  | Не участвовал  | Не участвовал  | Не участвовал  | Не участвовал  | Не участвовал  | Не участвовал  | Не участвовал  | Не участвовал  | Не участвовал  |
|                                                                                          | Всего   | 503              | 106              | 17,8             | 44,4             | 35,2             | 76,5             | 3,5              | 0,8              | 0,6              | 0,6              | 6,5              | 28             | 0              | 13,4           | 46,4           | 33,3           | 80,8           | 2,4            | 0,5            | 0,3            | 0,6            | 5,4            |
| Наведите курсор мыши на аббревиатуры в заголовке таблицы, чтобы прочесть их расшифровку. |         |                  |                  |                  |                  |                  |                  |                  |                  |                  |                  |                  |                |                |                |                |                |                |                |                |                |                |                |

### Статистика в колледже
| Сезон                                                                                   | Команда | GP | GS | MPG  | FG%  | 3P%  | FT%  | RPG | APG | SPG | BPG | PPG  |  |
| --------------------------------------------------------------------------------------- | ------- | -- | -- | ---- | ---- | ---- | ---- | --- | --- | --- | --- | ---- |  |
| 2006/07                                                                                 | Канзас  | 38 | 7  | 18,9 | 53,8 | 0,0  | 64,6 | 4,7 | 0,4 | 0,9 | 1,5 | 9,8  |  |
| 2007/08                                                                                 | Канзас  | 40 | 39 | 24,7 | 54,3 | 16,7 | 70,2 | 6,3 | 0,8 | 0,5 | 1,3 | 12,8 |  |
|                                                                                         | Всего   | 78 | 46 | 21,9 | 54,1 | 11,8 | 67,6 | 5,5 | 0,6 | 0,7 | 1,4 | 11,3 |  |
| Наведите курсор мыши на аббревиатуры в заголовке таблицы, чтобы прочесть их расшифровку |         |    |    |      |      |      |      |     |     |     |     |      |  |